# Richard A. Colla
Richard A. Colla (nacido el 18 de abril de 1936), a veces acreditado como Dick Colla, es un director de cine y televisión y actor estadounidense.
Dirigió varias películas, entre ellas las más notables y reconocidas son: La gran aventura en globo (1978), protagonizada por Katharine Hepburn; Fuzz (1972), protagonizada por Burt Reynolds y Zig Zag (1970), protagonizada por George Kennedy y Paul Newman.
En la década de los noventa dirigió varias películas de televisión, y su último trabajo como director fue Growing Up Brady en el año 2000.